# Achyrolimonia decemmaculata
Achyrolimonia decemmaculata är en tvåvingeart som först beskrevs av Friedrich Hermann Loew 1873.  Achyrolimonia decemmaculata ingår i släktet Achyrolimonia och familjen småharkrankar. Arten är reproducerande i Sverige. Inga underarter finns listade i Catalogue of Life.